# ダブルドリブル
ダブルドリブル (double dribble) もしくはイリーガルドリブル (illegal dribble) は、バスケットボールにおけるバイオレーションの一つ。
プレイヤーが片手又は両手でボールをキャッチ又は静止させてドリブルを終え、その後、片手で再びドリブルするかボールが地面に当たる前にプレイヤーがボールに触れた時に生じる。ドリブルはドリブラーが片手又は両手でボールを静止させて手のひらでボールを運ぶときにも終わったとみなされる。ジャンプボール、スローイン、フリースロー中は適用されない。

## 公式のNBA規則
NBAでは、ドリブルはボールをコントロールしているプレイヤーが、ボールを空中又は床に投げたり触れたりすることにより生じるボールの動きである。
次の場合にドリブルが終了する。 
1. 両手で同時にボールに触れる
2. プレイヤーがボールをコントロールしている間、ボールを止める
3. ドリブル中にボールが床につく前にボールに2回以上触れる

## FIBA規則
FIBA(JBA)のArt. 24.2は以下のように定義する。
プレーヤーは、ひと続きのドリブルが終わったあと、新たなドリブルをすることはできない。ただし、以下のことでライブのボールのコントロールをいったん失ったあと、再びボールをコントロールしたときは、新たなドリブルをすることができる：
1. フィールドゴールを放つ。
2. 相手プレーヤーがボールに触れる。
3. パスまたはファンブルしたボールが、他のプレーヤーに触れる。